# Biskupice (okres Lučenec)
Biskupice, dříve také Pišpeky (maďarsky Fülekpüspöki nebo Püspöki),  jsou obec na Slovensku v okrese Lučenec. Obec leži na evropské silnici E71. Žije zde přibližně 1 100 obyvatel. První písemná zmínka o obci pochází z roku 1294. V obci stojí římskokatolický kostel svatého Štěpána krále z roku 1728. V obci je mateřská škola s vyučovacím jazykem maďarským a základní škola s vyučovacím jazykem maďarským.

## Družební obec
- Szurdkokpüspöki, Maďarsko[5]